# خورخه ماندوکا
خورخه ماندوکا (انگلیسی: Jorge Manduca؛ زادهٔ ۲۷ اکتبر ۱۹۷۹) بازیکن فوتبال اهل آرژانتین است.